# Nieuwe media
Nieuwe media is een term uit de mediatheorie die gebruikt wordt om media in te delen. 'Nieuwe media' komen dan tegenover 'oude media' te staan. Het gebruik van de term varieert. In de mediastudies vormen nieuwe media  doorgaans een relatief nieuwe discipline die zich concentreert op kwantitatieve en kwalitatieve studies naar menselijk gedrag en hoe mensen computer-gemedieerde communicatie (cmc) gebruiken. Hiermee worden vooral de personal computer, mobiele telefonie, handhelds, virtuele werkelijkheid en andere digitale apparaten en technieken bedoeld.

## Achtergrond
Tegenwoordig worden vooral de digitale media bedoeld met de term nieuwe media. In die zin hoort een mobiele telefoon bij de nieuwe media, terwijl een analoge telefoon bij de 'oude' media hoort. Het internet, videogames, computers, digitale film, virtual reality, digitale fotografie, mobiele telefonie en meer digitale media vallen hier dan onder. Onder de 'oude' media verstaan we dan traditionele film, televisie, pers en fotografie.
Steeds minder wordt de term gebruikt om vooral audiovisuele media aan te duiden. In die zin zijn film, televisie en digitale media als het internet de nieuwe media. Onder 'oude media' worden dan voornamelijk de gedrukte media verstaan.
De meeste experts zijn het erover eens dat nieuwe media nieuwe eisen stelt aan de producenten van de media. Zo is een krant bijvoorbeeld niet een-op-een over te zetten in een webeditie. Het vereist bijvoorbeeld een nieuwe manier van lay-out, maar ook van schrijfstijl. Vaak ook worden de artikelen op het web gecombineerd met de typische mogelijkheden die het web biedt, zoals een functionaliteit voor lezers om direct reacties bij het artikel achter te laten.
In PopUp, de botsing tussen oude en nieuwe media geven Henk Blanken en Mark Deuze een overzicht van de transitie van oude naar nieuwe media. Hier wordt geïllustreerd dat typische oude media (zoals de kranten, maar ook bijvoorbeeld het journaal) worstelen met de nieuwe mogelijkheden en hun krimpend marktaandeel.
Op het internet zijn bijvoorbeeld heel nieuwe betaalmodellen gewoon. Sites als NU.nl en Google News weten met beperkte mankracht en kosten geduchte concurrentie voor de traditionele nieuwsvoorzieners op te werpen, waarvoor de lezer niets hoeft te betalen. Dit komt doordat distributie via het internet goedkoper is dan traditionele media te drukken en te verspreiden. Ook zijn deze bedrijven goed in het aantrekken van adverteerders op het nieuwe medium.
Een ander kenmerk van nieuwe media is de toenemende rol van burgerjournalistiek (citizen journalism, een vorm van user-generated content). Lezers willen bijdragen en hun mening geven, en het is aan de media ze deze mogelijkheden te geven. Deze ontwikkeling hangt sterk samen met de ontwikkeling van het web 2.0. Volgens Blanken en Deuze hangt ze ook samen met de overgang van oude naar 'nieuwe politiek', en de daaraan gepaard gaande toekenning van meer inbreng aan de burger.
Daarnaast kan nieuwe media ook refereren aan gebruik in de communicatie-wereld, in dit opzicht wordt nieuwe media beschouwd als de volgende stap in communicatie en wordt vooral gestreefd naar interactie; een dialoog in plaats van een monoloog met de consument. In dit opzicht wordt nieuwe media dan als tegenhanger van bijvoorbeeld drukwerk of tv-reclames gezien. De verschillende vormen van nieuwe media zijn bijvoorbeeld internet, bluetooth en augmented reality.

## Studie
Studies nieuwe media gaan over de sociale en ideologische invloed van de personal computer, computernetwerken, digitale mobiele apparaten en virtual reality. Op het gebied van de personal computer wordt vooral veel onderzoek gedaan naar het Internet en computergames. Daarnaast wordt ook onderzoek gedaan naar nieuwe media-kunst.
Dit vakgebied is een onderdeel van de studie mediastudies. Deze studies vallen onder de wetenschappelijke stromingen letteren en geesteswetenschappen.
Met media (meervoud van medium) worden technologieën bedoeld die gebruikt worden om communicatieve berichten te versturen. Deze kunnen we onderverdelen in massamedia (krant, tv, radio), populaire media (tv, film, boeken), visuele media (film, fotografie) en digitale media (computergames, internet, virtuele werkelijkheid maar ook onder andere media als pocket-pc en smartphone).
De studie doet dus onderzoek naar nieuwemediagebruik. Ook vraagt de studie af in hoeverre nieuwe media 'nieuw' zijn. Meestal komen bij deze nieuwe media namelijk veel kenmerken uit oude media voor. Met 'nieuw' wordt wel bedoeld:
- dat apparaten digitaal zijn
- dat de computer de toekomst zal zijn
- de gigantische snelheid waarin nieuwe apparaten en technologieën zich ontwikkelen
- onontwikkelde, imperfecte en experimentele ruimten (zoals virtuele realiteit)
- het nieuwe vakgebied nieuwe media en onderzoek naar de digitale cultuur, die wetenschappers uit vele andere disciplines heeft aangetrokken.

## Wetenschappers
Belangrijke wetenschappers en journalistieke vertegenwoordigers in dit vakgebied zijn onder anderen:
- Marshall McLuhan
- Lev Manovich
- Neil Postman
- Howard Rheingold

En in Nederland zijn dit:
- Hans van Driel
- Jos de Mul
- Richard A. Rogers

## Verder lezen
- Lister et al.: New Media: a Critical Introduction. 2nd ed. Milton Park, Abingdon, Oxon; New York: Routledge, 2008. ISBN 9780415431606